# Хабибул Алам
Хабибул Алам (бенг.  হাবিবুল আলম , род. 10 мая 1950, Дакка) — герой освободительной войны в Бангладеш, видный деятель Всемирной организации скаутского движения.

## Краткая биография
После окончания колледжа (Dhaka Residential Model College) поступил в Даккский университет. Будучи студентом, примкнул к освободительной войне 1971 г., командовал Вторым сектором и отрядом «К». Возглавил первую группу из 17 человек, которые в мае 1971 г. выступили против  подразделений пакистанской армии. За активное участие и храбрость награжден правительством медалью мужества Bir Pratik.  Написал книгу об этих днях «Храброе сердце», которая выдержала несколько изданий .

Дарственная надпись Хабибула Алама на книге "Brave of Heart"

В настоящее время успешный бизнесмен и активный участник скаутского движения. Был членом Всемирного комитета скаутов и вице-председателем Всемирного скаутского движения (2002-2008), а также вице-президентом и председателем  Международного комитета  бангладешских скаутов . Член правления Мирового фонда скаутов. Его именем назван колледж в г. Калия (город, Бангладеш)  (Habibul Alam Bir Pratik College) .

## Награды
- Медаль мужества  Bir Pratik
- «Бронзовый волк» Всемирной организации скаутского движения (2012) [5]

## Семья
Мать  Фатема Алам (1926-2010), четыре сестры . Двое детей.